# Ophiomastus bulufonica
Ophiomastus bulufonica är en ormstjärneart som beskrevs av Tommasi 1976. Ophiomastus bulufonica ingår i släktet Ophiomastus och familjen fransormstjärnor. Inga underarter finns listade i Catalogue of Life.